# گروس ووکرن
گروس ووکرن (به آلمانی: Groß Wokern) یک شهر در آلمان است که در Rostock District واقع شده‌است. گروس ووکرن ۱٬۱۶۱ نفر جمعیت دارد.